# Myscelus amystis
Espèce
Myscelus amystis est une espèce de lépidoptères (papillons) de la famille des Hesperiidae, de la sous-famille des Pyrginae et de la tribu des Pyrrhopygini.

## Dénomination
Myscelus amystis a été décrit par William Chapman Hewitson en 1867 sous le nom initial de Pyrrhopyga amystis.

### Nom vernaculaire
Myscelus amystis se nomme Widespread Glory en anglais,.

### Sous-espèces
- Myscelus amystis amystis; présent en Colombie et à Trinité-et-Tobago.
- Myscelus amystis distinctus Röber, 1925; présent en Équateur
- Myscelus amystis epigona Herrich-Schäffer, 1869; présentau Pérou, au Paraguay, en Argentine et au Brésil.
- Myscelus amystis hages Godman & Salvin, 1893; présent au Mexique, au Guatemala, à Panama et au Pérou.
- Myscelus amystis muttra Evans, 1951; présent en Colombie.
- Myscelus amystis mysus Evans, 1951; présent en Bolivie, au Pérou, au Paraguay et en Argentine[1].

## Description
Myscelus phoronis est un papillon au corps trapu de couleur jaune à l'abdomen rayé de cercles marron. 
Sur le dessus les ailes sont de couleur jaune d'or, ornementées de marques hyalines, aux ailes antérieures une bande du bord costal vers le bord interne, finement bordée et veinée de marron, de petites taches hyalines dans l'aire postdiscale, du côté de l'apex et aux ailes postérieures une tache hyaline ronde.
Le revers des ailes antérieures est marron avec les mêmes marques hyalines, celui des ailes postérieures est jaune rayé de marron..

### Chenille
La chenille est verdâtre à flancs et tête rouge, avec de longs poils blancs.

## Biologie

### Plantes hôtes
Les plantes hôtes de la chenille de Myscelus amystis hages sont des Trichilia, Trichilia americana, Trichilia glabra et Trichilia trifolia.  

## Écologie et distribution
Myscelus amystis est présent au Mexique, au Costa Rica, au Guatemala, à Panama, en Colombie, à Trinité-et-Tobago, en Bolivie, en Équateur, au Pérou, au Paraguay, en Argentine et au Brésil,.

### Biotope
Myscelus amystis réside dans la forêt primaire humide et dans la forêt humide entre 200 m et 1 200 m. 

### Protection
Pas de statut de protection particulier.